# Ciriaco de Mita
Luigi Ciriaco De Mita (n. 2 februarie 1928, Nusco, Campania, Italia – d. 26 mai 2022, Avellino, Campania, Italia) a fost un om politic italian, membru al Parlamentului European în perioada 1999-2004 din partea Italiei. Din aprilie 1988 până în iulie 1989 a fost prim-ministrul Italiei.